# Hlavice (district de Liberec)
Hlavice  (en allemand : Hlawitz) est une commune du district et de la région de Liberec, en République tchèque. Sa population s'élevait à 228 habitants en 2021.

## Géographie
Hlavice se trouve à 6 km au sud-ouest de Český Dub, à 18 km au sud-ouest de Liberec et à 72 km au nord-est de Prague.
La commune est limitée par Cetenov au nord, par Všelibice à l'est, et par Strážiště au sud, et par Ralsko à l'ouest.

## Histoire
La première mention écrite du village date de 1352.

## Administration
La commune se compose de quatre sections :
- Doleček
- Hlavice
- Lesnovek
- Vápno

## Transports
Par la route, Hlavice se trouve à 8 km de Český Dub, à 29 km de Liberec et à 93 km de Prague.